# Titularbistum Cannae
Cannae (ital.: Canne) ist ein Titularbistum der römisch-katholischen Kirche.
Es geht zurück auf einen Bischofssitz in der Stadt Cannae, die sich in der italienischen Region Apulien befand. Das Bistum Cannae war dem Erzbistum Trani als Suffraganbistum unterstellt.
| Titularbischöfe von Cannae |                                                |                                                                    |                    |                 |
| Nr.                        | Name                                           | Amt                                                                | von                | bis             |
| 1                          | Jacobus Grooff                                 | Apostolischer Vikar von Niederländisch-Guayana-Suriname (Suriname) | 20. September 1842 | 29. April 1852  |
| 2                          | Giuseppe Carata                                | Weihbischof in Trani e Barletta (Italien)                          | 8. April 1967      | 28. August 1971 |
| 3                          | Salvatore Delogu                               | Weihbischof in Cagliari (Italien)                                  | 15. April 1972     | 2. Februar 1974 |
| 4                          | Joseph Duval                                   | Weihbischof in Rennes (Frankreich)                                 | 14. Mai 1974       | 5. Juni 1978    |
| 5                          | Alfio Rapisarda Titularerzbischof pro hac vice | Apostolischer Nuntius                                              | 22. April 1979     |                 |